# Софія Мартінек
Софія Мартінек (нар. 1981 в Наумбурзі, Східна Німеччина) — німецька ілюстраторка, дизайнерка та художниця коміксів.

## Життя
Мартінек здобувала освіту в галузі візуальної комунікації та ілюстрації в Берліні, Нью-Йорку  та Ліверпулі, завершивши навчання у 2007 році. З того часу вона працює як незалежний ілюстратор і художник коміксів. За свою роботу вона отримала премію Hans-Meid-Förderpreis та нагороду Art Directors Club Young Guns. Її ілюстрації відомі своєю деталізацією, витонченістю та стилем, і були опубліковані в таких міжнародних виданнях, як The New Yorker, The Financial Times та Le Monde. Мартінек здобула популярність у США завдяки своїм зображенням міського життя в Нью-Йорку, які, за словами Прісцилли Френк, «ідеально передають враження маленької дитини у великому місті»
В інтерв’ю німецькому телеканалу ZDF вона зазначила, що віддає перевагу ізометричному (під кутом 45 градусів) стилю  малювання , що дає її роботам ефект підняття у повітрі з оглядом на  місто . Її перша книга, Hühner, Porno, Schlägerei (2012), досліджує зміни в умовах праці та житті сільських громад, засновані на реальних історіях, хоча назви і місця вигадані.
 Ілюстрації Мартінек  поєднують традиційні і цифрові техніки, створюючи яскраві й виразні твори з сильним наративом, увагою до деталей та живими кольорами.

## Роботи з соціальним підтекстом:
Софія Мартінек відома своїми роботами, що часто мають соціальний підтекст і звертаються до важливих тем, таких як зміни в суспільстві, культурні конфлікти та питання стосунків між людьми. Її твори можуть бути як абстрактними, так і глибоко особистими, відображаючи її спостереження за повсякденним життям.

## Ізометричний стиль:
Її характерний стиль малювання із використанням ізометричної перспективи (особливо популярної в архітектурних ілюстраціях) створює враження, що глядач спостерігає за сценами з висоти пташиного польоту, що дає її роботам унікальну, майже фантастичну якість.

## Міжнародна кар’єра:
Мартінек працювала з різними видавцями та брендами, включаючи всесвітньо відомі компанії та медіа, що дозволило їй здобути визнання на міжнародному рівні. Вона брала участь у численних виставках, що допомогло їй побудувати кар’єру як серед художників коміксів, так і серед ілюстраторів.

## Тема міського життя:
Багато її робіт фокусується на міському середовищі, особливо на Нью-Йорку, де вона мала можливість працювати й черпати натхнення. Ці зображення міського життя, особливо в контексті людей, які переживають самотність серед маси, стають для неї важливим способом дослідження соціальних і культурних змін.

## Визнання в коміксах:
Крім того, що Мартінек здобула популярність як ілюстраторка, її роботи в коміксах також стали визначними. Її дебютний графічний роман Hühner, Porno, Schlägerei був добре сприйнятий за своє глибоке дослідження сучасних сільських змін, і її роботи в жанрі коміксів часто описуються як такі, що поєднують чорний гумор з гострими соціальними коментарями.

## Вибрані твори
- Hühner, Porno, Schlägerei . 2012 рік.  .
- Die Fliege . 2013 рік.ISBN 3864060281ISBN 3864060281 .
- Переосмислена класика: Пригоди Шерлока Холмса . 2014 рік.ISBN 1592539882ISBN 1592539882 .

1. ↑  Catalog of the German National Library
2. 1 2 3 4 5 6  Чеська національна авторитетна база даних